# Kleekamp (Oberhausen)
Der Kleekamp ist ein Wohngebiet im Nordosten des Oberhausener Stadtbezirks Sterkrade am Fuß der Halde Haniel. Unmittelbar nördlich der Siedlung beginnt der Kreuzweg auf die Halde. Östlich des Kleekamps liegt auf Bottroper Stadtgebiet die Zechenbahn der Zeche Franz Haniel. Im Süden verläuft die Autobahn 2, unweit des Kleekamps befindet sich die Auffahrt Oberhausen-Königshardt. Im Siedlungsgebiet selbst gibt es eine Haltestelle (zugleich Endstation) der Buslinie 962 der Stadtwerke Oberhausen.
| Linie | Verlauf                                                             | Takt (Mo–Fr) |
| ----- | ------------------------------------------------------------------- | ------------ |
| 962   | Elektrobuslinie: Kleekamp – Königshardt – Alsfeld – OB-Sterkrade Bf | 60 min       |